# Labège Madron (métro de Toulouse)
Labège Madron est le nom d'une future station du métro de Toulouse, située à Labège. Elle sera située sur la troisième ligne du métro toulousain entre les stations Aerospace Campus et Diagora, la ligne C du métro de Toulouse et également le futur terminus du prolongement de la ligne B du métro. Sa construction devrait débuter en 2022, pour une ouverture à l'horizon 2027 pour le prolongement de la ligne B et de 2028 pour la Ligne C.

## Historique
Le projet de cette station remonte à 2011 dans le cadre du projet de prolongement de la ligne B jusqu'à Labège Gare où son ouverture était alors prévue en 2019,. Ces perspectives ont cependant été annulées à la suite des élections municipales de 2014, et donc au changement de gouvernance du Grand Toulouse,,.
Elle revient en projet dans le cadre du Toulouse Aerospace Express et de la connexion ligne B.

## Caractéristiques
La station se situerait dans la ville de Labège, à côté de l'institut national polytechnique de Toulouse. Il s'agira d'une station aérienne. Elle sera implantée au cœur du centre commercial. Tisséo qualifie la station de « futur pôle d'accessibilité de l'agglomération ». Une aire de stationnement pour les vélos doit être aménagée.
Les quais de la station de la ligne B seront prévus pour des rames de 52 mètres, comme toutes les stations de la ligne B, même si elle sera exploitée dans un premier temps avec des doublets de 26 mètres.
Une fois mise en service, la station deviendrait la seule station de métro de correspondance entièrement aérienne en France.

## Construction
Comme l'ensemble de la ligne C du métro de Toulouse et du prolongement de la ligne B construits dans le cadre du Toulouse Aerospace Express, les travaux sur la station ont débuter en 2022, pour une mise en service en 2027 pour le prolongement de la ligne B et en 2028 pour la ligne C.

## Aménagement culturel
La station accueillera une œuvre de Franck Scurti.